# Ugong jezik
Ugong jezik (ISO 639-3: ugo; isto i ’ugong, gong, lawa, ugawng), južni lolo jezik kojim još govori svega oko 80 starijih ljudi (2000 D. Bradley) od 500 etničkih Ugonga u tajlandskim provincijama Kanchanaburi (กาญจนบุรี), Uthai Thani (อุทัยธานี) i Suphanburi (สุพรรณบุรี).
Ugong nije srodan drugim jezicima, a djeca danas kao 1J govore tajski. Ima dva dijalekta kok chiang (ugo-kok) i suphanburi (ugo-sup).
Ugongi su nekada bili naseljeni u dva sela u zapadnom Tajlandu koja su potopljena izgradnjom dviju brana 1970.-tih, nakon čega su preseljeni na spomenute lokacije.

## Vanjske poveznice
- Ethnologue (14th)
- Ethnologue (15th)